# قلعة بادة
قلعة بادة (بالفارسية: قلعه پاده) هي قلعة تاريخية تعود إلى عصر عصر ما قبل الإسلام والقرن الثالث عشر الهجري، وتقع في مقاطعة آرادان.